# Vertrag von Perejaslaw

Skulptur unter dem Bogen der Völkerfreundschaft in Kiew (1981). Ukrainer und Russen schließen die Vereinbarung von Perejaslav (1654).

Als Vertrag von Perejaslaw wird der Treueeid bezeichnet, den die Saporoger Kosaken auf der Kosakenrada (Versammlung) in Perejaslaw 1654 auf den russischen Zaren Alexei I. ablegten. Dieses Ereignis wird als eines der wichtigsten Ereignisse in der Geschichte der russisch-ukrainischen Beziehungen betrachtet.

## Der Weg nach Perejaslaw
Seit der Union von Lublin im Jahr 1569 befand sich die Ukraine innerhalb der neugegründeten polnisch-litauischen Adelsrepublik unter der Herrschaft der polnischen Krone. Dies hatte gegenüber der früheren litauischen Herrschaft eine Verschärfung der Diskriminierung der ruthenischen (ukrainischen) Bevölkerung zur Folge, die nun in ihren Rechten gegenüber den Katholiken im Nachteil war. Der ruthenische Adel ließ sich in seinem Streben nach den gleichen Rechten immer mehr polonisieren. Die Union von Brest (1596) versuchte, die orthodoxe Kirche innerhalb der Republik der Herrschaft des Papstes zu unterstellen und hatte jahrzehntelange konfessionelle Kämpfe zur Folge. Zugleich stieg auch der feudale Druck und die Willkür gegenüber der bäuerlichen Bevölkerung. Die einzige freie gesellschaftliche Schicht der Ruthenen, die Kosaken, initiierte in diesem Zusammenhang immer neue Aufstände (z. B. unter Führung von Kryschtof Kosynskyj (1591–1593), Seweryn Nalywajko (1594–1596), Marko Schmailo (Марко Жмайло, 1625), Taras Fedorowytsch (1630), Iwan Sulyma (1635), Pawlo Pawljuk (Павло Михнович Павлюк, 1637) oder Jakiw Ostrjanyn (Яків Острянин, 1638)). Trotz der weitgehenden Unterstützung durch die Landbevölkerung wurden sie alle letztlich von den besser ausgerüsteten Truppen der polnischen Krone brutal niedergeschlagen.
Erst Bohdan Chmelnyzkyj gelang es in einem weiteren Aufstand ab 1648, durch nachhaltige militärische Siege die polnische Seite an den Rand einer Niederlage zu bringen. Zwischenzeitlich gründete Chmelnyzkyj das quasistaatliche Hetmanat der ukrainischen Kosaken. Bereits 1648 sandte Chmelnyzkyj einen Brief an den russischen Zaren mit der Bitte um Protektorat für die „Kleinrussen“ bzw. orthodoxen Glaubensbrüder. Die russische Seite hatte 15 Jahre nach dem erfolglosen Smolensker Krieg zunächst Bedenken bezüglich eines neuen Krieges gegen Polen.
So musste Chmelnyzkyj ab 1648 auf ein wackeliges Bündnis mit dem Krimkhan vertrauen. Als die Tataren jedoch im Verlauf der Kämpfe ihr Ziel, die Schwächung Polen-Litauens, in ausreichendem Maße verwirklicht sahen, zogen sie ihre Truppen immer wieder vom Schlachtfeld zurück (so zum Beispiel in der Schlacht von Berestetschko, in der Schlacht von Sboriw und in der Schlacht von Schwanez) und zwangen damit die Kosaken, Friedensverhandlungen mit den Polen aufzunehmen. Als der Aufstand letztlich zu ersticken drohte, stimmte die russische Landesversammlung (Zemskij sobor) zu, die Kosaken unter das russische Protektorat zu nehmen und den Polen einen neuen Krieg zu erklären.

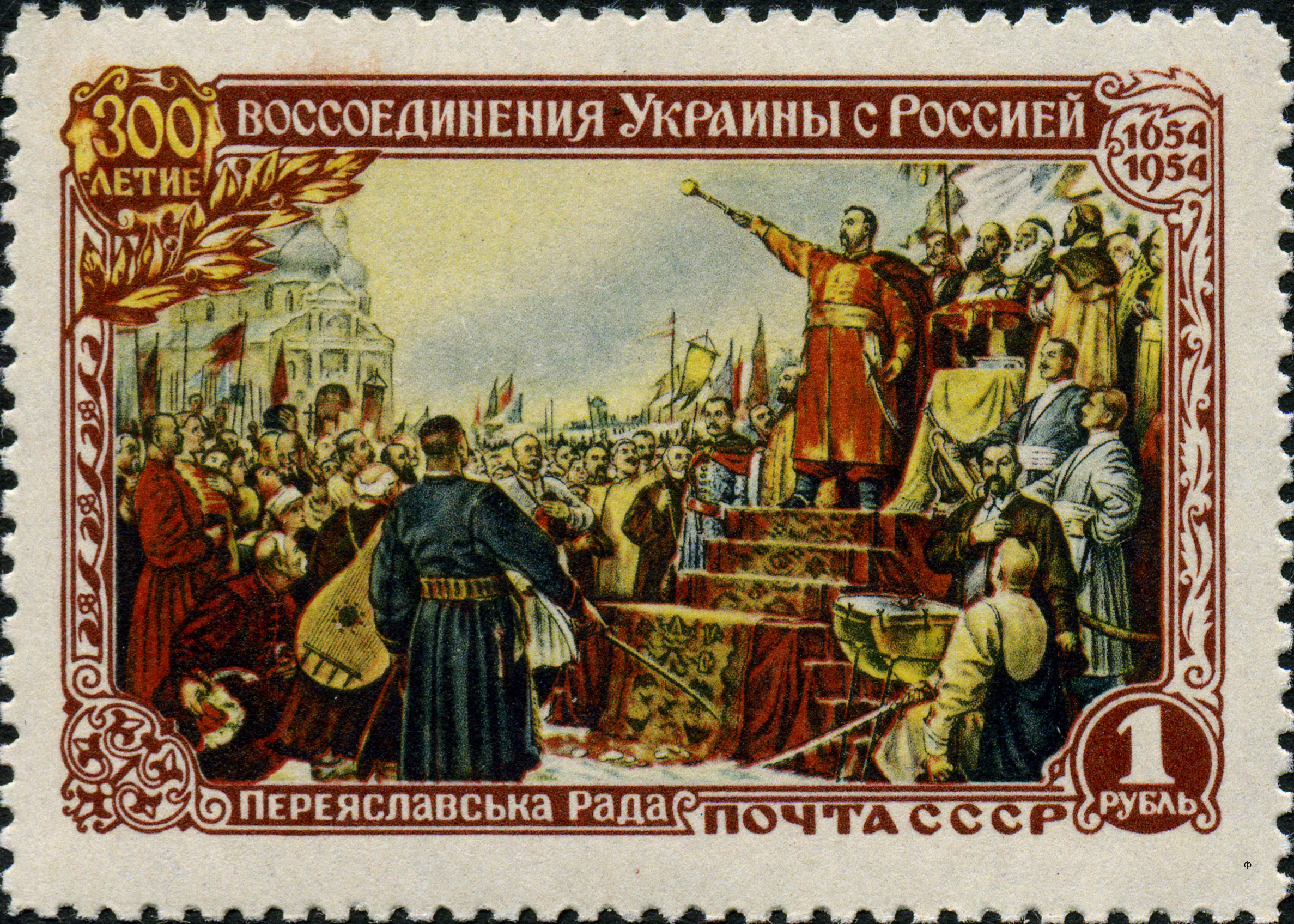
Die Rada von Perejaslaw auf einer sowjetischen Briefmarke (1954)

Am 18. Januar 1654 kam in Perejaslaw ein Rat der Kosakenführung zusammen, bei dem die überwiegende Mehrheit der Kosaken in Anwesenheit des russischen Bojaren und Botschafters Wassili Buturlin einen Treueeid auf Zar Alexei Michailowitsch leistete. Später leisteten noch 17 Kosakenregimenter auf dem Gebiet von 177 Orten des Dnepr-Gebietes diesen Eid. Die Kosaken erhielten das Recht der freien Wahl ihrer Hetmane zugesichert, außerdem wurde das Stehende Heer der Kosaken auf 60.000 Mann erhöht, während die kosakischen Starosten Besitzstandrechte über ihre Ländereien erhielten.
Im Vertrag von Perejaslaw verpflichtete sich der Zar, zum Schutz der Ukraine der polnisch-litauischen Adelsrepublik den Krieg zu erklären. Damit begann der Russisch-Polnische Krieg; er endete im Januar 1667 mit dem Vertrag von Andrussowo.

## Perejaslaw in der Geschichtsschreibung
Die Qualität des Eides von Perejaslaw ist heute stark umstritten. Die nationalukrainische Historiographie betont den angeblich temporären Charakter des Bündnisses, das sie als völkerrechtliches Abkommen zweier unabhängiger Staaten ansieht. Man beklagt, die Kosaken seien vom Zaren betrogen worden, der die Ukraine vertragswidrig in eine russische Kolonie verwandelt habe. Die Kosaken bemerkten bereits kurz nach der Vereinbarung, in welch schwierige Lage sie durch den Vertrag von Perejaslaw geraten waren. Als die Kosaken ihren Eid im Rahmen dieser Vereinbarung ablegten, forderten sie den russischen Gesandten auf, dasselbe im Namen seines Herrschers zu tun. Der russische Gesandte erwiderte jedoch, dass der Zar vor niemandem einen Eid ablegen würde. Das war die Realität im zaristischen Staat, die sich deutlich von dem unterschied, an das sich die Kosaken in der freien Adelsrepublik der Rzeczpospolita gewöhnt hatten. Die sog. registrierten Kosaken (also all jene, die ihren Sold von Polen-Litauen erhielten) nutzten das Recht der freien Menschen. Viele von ihnen, so auch Bohdan Chmelnyzkyj, gehörten dem Adel an (er selbst verwendete das Wappen des Geschlechts Abdank).
Die russische Geschichtsschreibung begriff das Ereignis seit dem 19. Jh. hingegen als „Wiedervereinigung der Ukraine mit Russland“, die den „unnatürlichen Zustand“ der seit dem Mongolensturm der Rus bestehenden Trennung aufhebe. Man bestreitet sowohl den temporären Charakter des Protektorats als auch den gleichwertigen Status des Hetmanats und des Russischen Zarenreichs, dem sich dieses unterstellte. Vor allem aber postulieren russische Historiker ein Verständnis von „Wiedervereinigung“, welches dem zeitgenössischen Verständnis des 17. Jh. völlig fremd war. Der britische Historiker und Politologe Andrew Wilson zitiert in seinem Buch The Ukrainians aus einem im Mai 1649 von Chmelnyzkyj verfassten Brief an den Zaren, in dem es heißt:„Wir ersuchen Sie, zaristische Majestät: Verstoßen Sie uns nicht von Ihrer Gunst; und wir beten zu Gott, dass Ihre zaristische Majestät, als gläubige orthodoxe Souveränität, über uns als Zar und Autokrat walten möge. In der Vereinigung des orthodoxen Glaubens liegt unsere Hoffnung auf Gott, dass jeder Feind umkommt.“ Hierin liegt jedoch nicht die Vorstellung einer ethnischen Einheit, die als Konzept von Zenon Kohut als „Einheitsparadigma“ bezeichnet wurde, und sich erst in der russischen Historiographie des frühen 19. Jh. findet. Dies wird auch daran deutlich, dass der damalige Zar Aleksei  Michailowitsch die Anfragen der Kosaken lange ignorierte und auch nach dem Vertrag kein großes Interesse an dem Gebiet zeigte.
Am 12. Januar 1954 veröffentlichte die Moskauer Prawda die Thesen des ZK der KPdSU über den 300. Jahrestag der Wiedervereinigung der Ukraine mit Rußland (vgl. Literaturliste). Damit war für das sozialistische Lager die Deutung von Perejaslaw vorgegeben – sie orientierte sich im Wesentlichen an der vorrevolutionären bürgerlichen russischen Geschichtsschreibung. Im Unterschied zu dieser wurde allerdings der Klassencharakter der Bauern- und Kosakenaufstände hervorgehoben. Die Klassenposition des Adligen Chmelnyzkyj wurde dabei offenbar nicht als Widerspruch wahrgenommen, er galt als Held des Fortschritts.
Der 300. Jahrestag wurde in der UdSSR mit monatelangen Feierlichkeiten begangen, in deren Rahmen aufgrund eines Beschlusses des Obersten Sowjets der UdSSR die Halbinsel Krim an die Ukrainische Sozialistische Sowjetrepublik angeschlossen wurde. Man betonte die „unverbrüchliche Freundschaft“ der beiden „Brudervölker“, die mit Perejaslaw „auf ewig“ verbunden seien, die Progressivität des Ereignisses und das angebliche Streben nicht nur Chmelnyzkyjs, sondern des ganzen ukrainischen Volkes nach Wiedervereinigung mit Russland. Eigentlich sei der Aufstand von Anfang an auf dieses Ziel hin ausgerichtet gewesen.

## Folgen
Bereits nach Bohdan Chmelnyzkyjs Tod 1657 schloss sein unter widersprüchlichen Umständen gewählter Nachfolger Iwan Wyhowskyj den Vertrag von Hadjatsch mit Polen, der die Rückkehr des Hetmanats unter die polnische Herrschaft vorsah. Dies spaltete die Kosakenreihen und stürzte die Ukraine in einen Bürgerkrieg, der als Die Ruine in die Geschichtsschreibung einging. Während die Kosakenelite von den in Aussicht gestellten höheren Privilegien innerhalb der Adelsrepublik angelockt wurde, blieb das einfache Volk überwiegend auf der Seite Russlands. Im Verlauf des Bürgerkriegs, mit seinen zwischenzeitlichen zweiten (Wyhowski) und dritten (Jurij Chmelnyzkyj) Rada von Perejaslawl (1658 und 1659), deren Treueeide anschließend ebenfalls verletzt wurden, ergab sich letztlich eine Spaltung entlang des Dneprs in eine propolnisch orientierte Rechtsufrige Ukraine und eine prorussisch orientierte Linksufrige Ukraine. Jede Seite wählte dabei ihren eigenen Hetman. Dieser Zustand wurde beim russisch-polnischen Vertrag von Andrussowo 1667 festgehalten. Die Linksufrige Ukraine und Kiew kamen darin offiziell unter die russische Herrschaft. Die Rechtsufrige Ukraine folgte im 18. Jahrhundert bei den Teilungen Polens.

## Gedenken
Nach dem russischen Überfall auf die Ukraine im Februar 2022 wurde das Denkmal in Perejaslaw, das ursprünglich die Aufschrift „Für immer zusammen“ trug, am 7. Juli 2022 abgebaut. Der Bürgermeister Vjačeslav Saulko erklärte, dass das Denkmal, das seit 1954 dort gestanden hatte, eingeschmolzen und in ein neues Denkmal verwandelt werden soll.